# Ketty Fusco
Ketty Fusco (Napoli, 5 agosto 1926 – Lugano, 18 febbraio 2021) è stata un'attrice, regista e scrittrice svizzera di origine italiana.

## Biografia
All'età di 5 anni fu costretta a lasciare l'Italia a causa del fascismo e si stabilì a Lugano. Fu proprio qui che iniziò la sua carriera di attrice; ancora bambina venne scelta per partecipare ad un programma radiofonico per bambini della RSI, all'epoca chiamata Radio Monte Ceneri.
Più avanti arrivò invece l'approccio alla scrittura e Ketty Fusco costruirà una stabile attività in questo campo.
Nel 1989 le fu consegnato il Premio “Maschera d'argento della Sipario” alla carriera a Milano. Nel 1994 fu nel cast del film Il sogno della farfalla (Albatros/Waka/P.Grise, prod. italo-franco-svizzera) di Marco Bellocchio. Tra il 1993 e il 1994 recitò in teatro da protagonista in Regina madre di Manlio Santanelli.

## Opere
- Nella luce degli occhi, Istituto editoriale ticinese, 1962
- La preistoria sul balcone, Edizioni svizzere per la gioventù, 1973
- Giorni della memoria, Edizioni Pantarei, 1974
- Il caminetto che canta, Edizioni del Leone, 1994
- Acrostici, Edizioni Ulivo, 1995
- Lettera a zia Eva, Lietocollelibri, 1995
- Natale, Edizioni Ulivo, 1995 - 2005
- Giove in via Nassa, Edizioni Ulivo, 1996
- In quell'albergo sul fiume, A. Dadò, 1999
- Storia di Dolly, Edizioni Ulivo, 1999
- Umca: storia di una capra intraprendente, Edizioni Ulivo, 2002
- La preistoria sul balcone, Edizioni Ulivo, 2006
- L'isola degli ottanta, Edizioni Ulivo, 2007
- La bambina e le bombe: assaggi di vita e racconti, Edizioni Ulivo, 2007
- Arco e Baleno sulle orme di Ulisse, Edizioni Ulivo, 2007

## Onorificenze
Per i suoi meriti in campo teatrale ha ricevuto l'Anello Hans Reinhart nel 1994 dalla Società Svizzera di Studi Teatrali.